# Minchinellidae
Minchinellidae is een familie van sponsdieren uit de klasse van de Calcarea (kalksponzen).

## Geslachten
- Minchinella Kirkpatrick, 1908
- Monoplectroninia Pouliquen & Vacelet, 1970
- Petrostroma Döderlein, 1892
- Plectroninia Hinde, 1900
- Tulearinia Vacelet, 1977